# Ryo Takahashi (fotbollsspelare född 1993)
Ryo Takahashi (高橋 諒 Takahashi Ryo?), född 16 juli 1993 i Gunma prefektur, är en japansk fotbollsspelare.
Takahashi började sin karriär 2016 i Nagoya Grampus. 2017 flyttade han till Shonan Bellmare. Med Shonan Bellmare vann han japanska ligacupen 2018. 2019 flyttade han till Matsumoto Yamaga FC.